# Щитно (гмина)
Щитно (пол. Szczytno) — сельская гмина (волость) в Польше, входит как административная единица в Щитненский повет, Варминьско-Мазурское воеводство. Население — 10 219 человек (на 2004 год).

## Демография
| Перепись                       | Всего   | Всего | Женщины | Женщины | Мужчины | Мужчины |
| ------------------------------ | ------- | ----- | ------- | ------- | ------- | ------- |
| Единицы                        | человек | %     | человек | %       | человек | %       |
| Население                      | 10 219  | 100   | 5033    | 49,3    | 5186    | 50,7    |
| Плотность населения (чел./км²) | 29,4    | 29,4  | 14,5    | 14,5    | 14,9    | 14,9    |

## Поселения
1. Чарковы-Гронд
2. Дембувко
3. Гавжиялки
4. Яново
5. Йенчник
6. Камёнек
7. Каспры
8. Кобылоха
9. Корпеле
10. Леманы
11. Лесьны-Двур
12. Липник
13. Липова-Гура-Всходня
14. Липова-Гура-Заходня
15. Липовец
16. Липовец-Малы
17. Малданец
18. Марксево
19. Млыньско
20. Недзведзе
21. Нове-Длутувко
22. Нове-Гизево
23. Новины
24. Охудно
25. Ольшины
26. Пеце
27. Пецухы
28. Плозы
29. Прусовы-Борек
30. Пузары
31. Романы
32. Рудка
33. Сасек-Малы
34. Сасек-Вельки
35. Савица
36. Сенданьск
37. Сюдмак
38. Старе-Кейкуты
39. Щычонек
40. Шиманы
41. Трельково
42. Трелькувко
43. Улёнжки
44. Валпуш
45. Валы
46. Ваврохы
47. Викно
48. Вулька-Щыценьска
49. Выжега
50. Зелёнка
51. Жытковизна

## Соседние гмины
1. Гмина Дзвежуты
2. Гмина Едвабно
3. Гмина Пасым
4. Гмина Розоги
5. Щитно
6. Гмина Свентайно